# Youri
Youri ist eine Landgemeinde im Departement Kollo in Niger.

## Geographie

### Lage und Gliederung

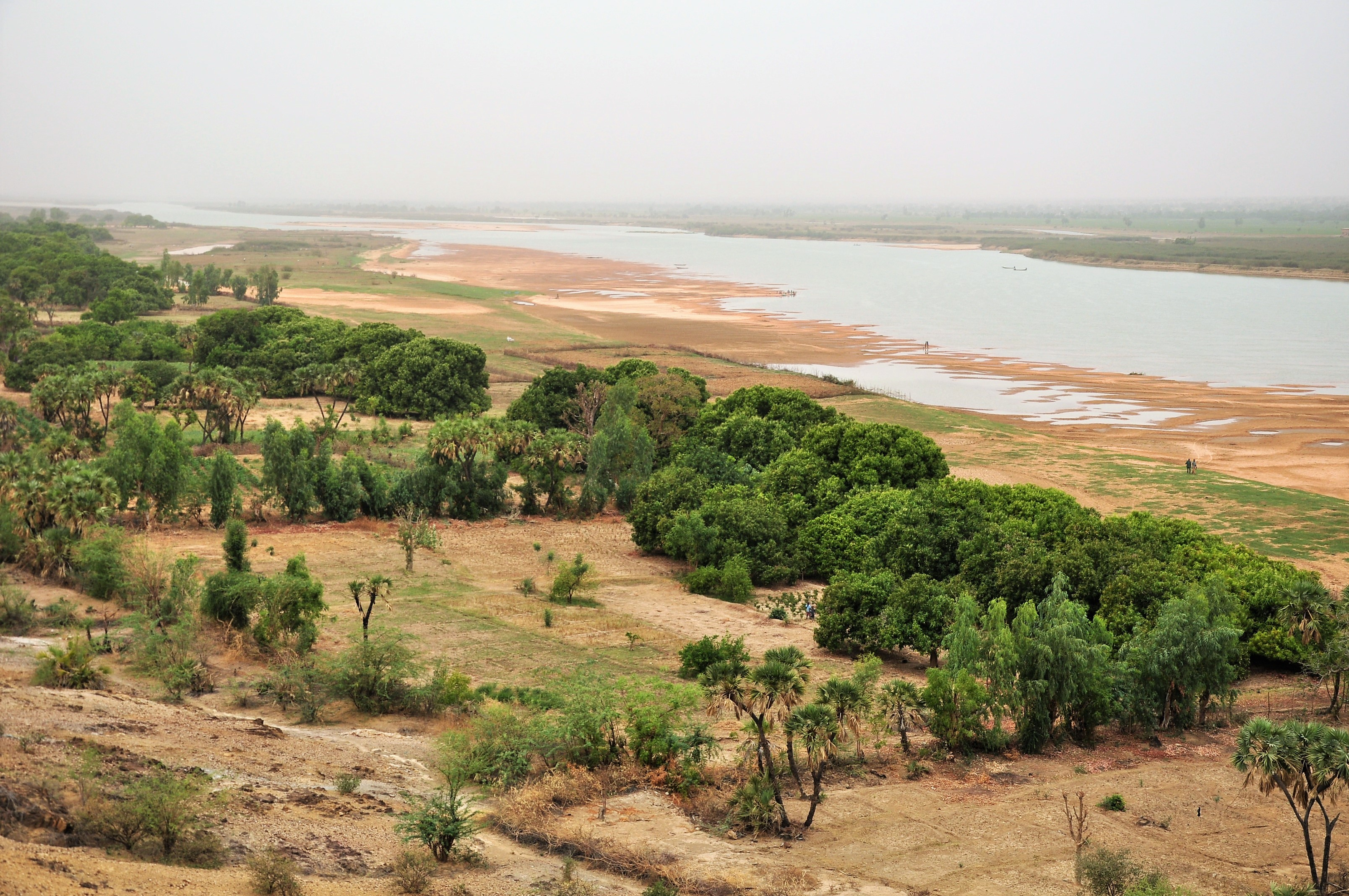
Flussufer des Niger in Youri (2018)

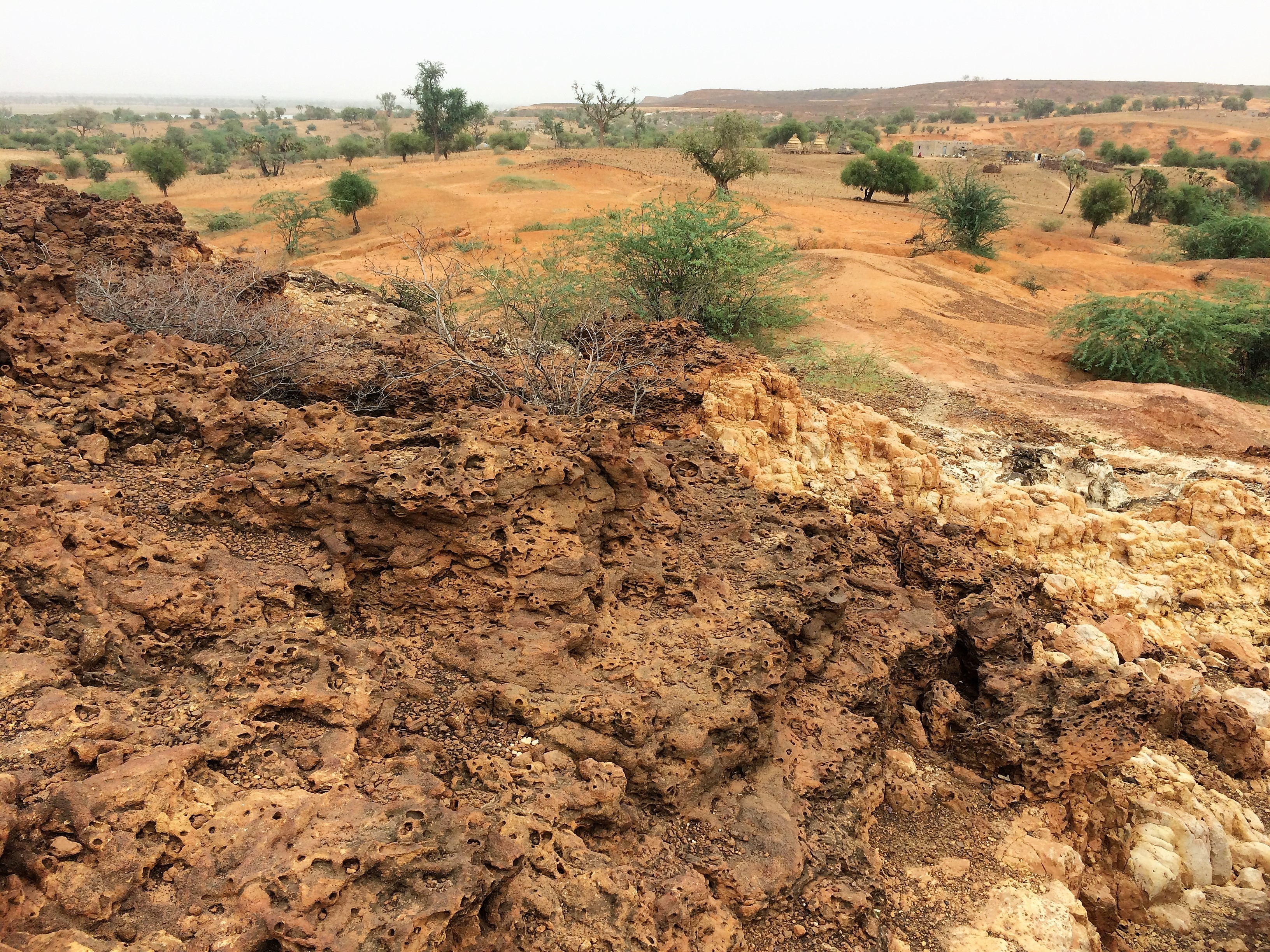
Gesteinsformationen in Youri (2018)

Youri liegt am Fluss Niger. Die Nachbargemeinden sind Liboré und N’Dounga im Norden, Kollo im Osten, Say im Süden und Bitinkodji im Westen. Die Gemeinde Youri wird zur Übergangszone zwischen Sahel und Sudan gerechnet.
Bei den Siedlungen im Gemeindegebiet handelt es sich um 23 Dörfer und 30 Weiler. Der Hauptort der Landgemeinde ist das Dorf Youri (Youri Kourtéré).

### Klima
In Youri herrscht trockenes Wüstenklima vor.
|                        | Jan  | Feb  | Mär  | Apr  | Mai  | Jun  | Jul  | Aug  | Sep  | Okt  | Nov  | Dez  |   |      |
| Mittl. Temperatur (°C) | 23,3 | 26,2 | 29,8 | 33,2 | 34,0 | 32,1 | 29,3 | 27,4 | 28,9 | 30,4 | 27,5 | 24,2 | ⌀ | 28,9 |
| Mittl. Tagesmax. (°C)  | 31,6 | 34,7 | 38,4 | 40,6 | 40,2 | 37,8 | 34,2 | 31,7 | 33,9 | 36,9 | 35,9 | 32,5 | ⌀ | 35,7 |
| Mittl. Tagesmin. (°C)  | 15,9 | 18,2 | 21,0 | 25,3 | 27,9 | 26,9 | 25,1 | 23,8 | 24,4 | 23,9 | 19,2 | 16,6 | ⌀ | 22,4 |
|                        |      |      |      |      |      |      |      |      |      |      |      |      |   |      |
| Niederschlag (mm)      | 0    | 0    | 1    | 3    | 11   | 28   | 73   | 131  | 52   | 10   | 0    | 0    | Σ | 309  |
|                        |      |      |      |      |      |      |      |      |      |      |      |      |   |      |
| Sonnenstunden (h/d)    | 10,3 | 10,5 | 10,8 | 11,2 | 11,4 | 11,3 | 10,2 | 8,8  | 10,0 | 10,5 | 10,4 | 10,2 | ⌀ | 10,5 |
|                        |      |      |      |      |      |      |      |      |      |      |      |      |   |      |
| Regentage (d)          | 0    | 0    | 0    | 1    | 2    | 4    | 9    | 11   | 6    | 2    | 0    | 0    | Σ | 35   |
|                        |      |      |      |      |      |      |      |      |      |      |      |      |   |      |
| Luftfeuchtigkeit (%)   | 18   | 15   | 12   | 20   | 35   | 48   | 62   | 73   | 65   | 41   | 23   | 20   | ⌀ | 36,1 |

| 15,9 |

| 18,2 |

| 21,0 |

| 25,3 |

| 27,9 |

| 26,9 |

| 25,1 |

| 23,8 |

| 24,4 |

| 23,9 |

| 19,2 |

| 16,6 |

| 15,9 |

| 18,2 |

| 21,0 |

| 25,3 |

| 27,9 |

| 26,9 |

| 25,1 |

| 23,8 |

| 24,4 |

| 23,9 |

| 19,2 |

| 16,6 |

| N i e d e r s c h l a g | 0   | 0   | 1   | 3   | 11  | 28  | 73  | 131 | 52  | 10  | 0   | 0   |
|                         | Jan | Feb | Mär | Apr | Mai | Jun | Jul | Aug | Sep | Okt | Nov | Dez |

## Geschichte

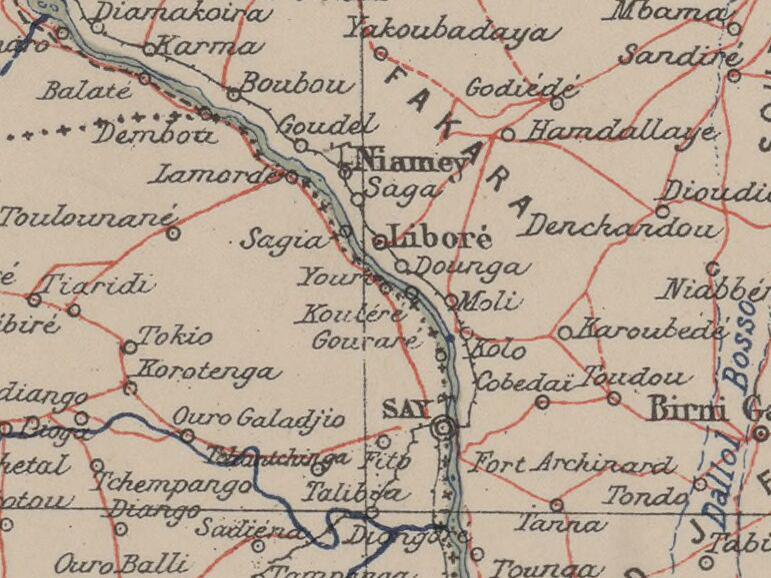
Ausschnitt einer Karte von 1903 mit Youri im Zentrum

Youri wurde um das Jahr 1835 zum Herrschaftssitz eines Mannes namens Nuhu Ali, der eine Abspaltung von der Fulbe-Gruppe der Fetobé anführte.
Youri wurde 2002 im Zuge einer landesweiten Verwaltungsreform – wie die benachbarte Landgemeinde Bitinkodji – aus dem Kanton Say herausgelöst und als eigenständige Landgemeinde begründet. Seitdem gehört Youri auch nicht mehr zum Department Say, sondern zum Departement Kollo.

## Bevölkerung

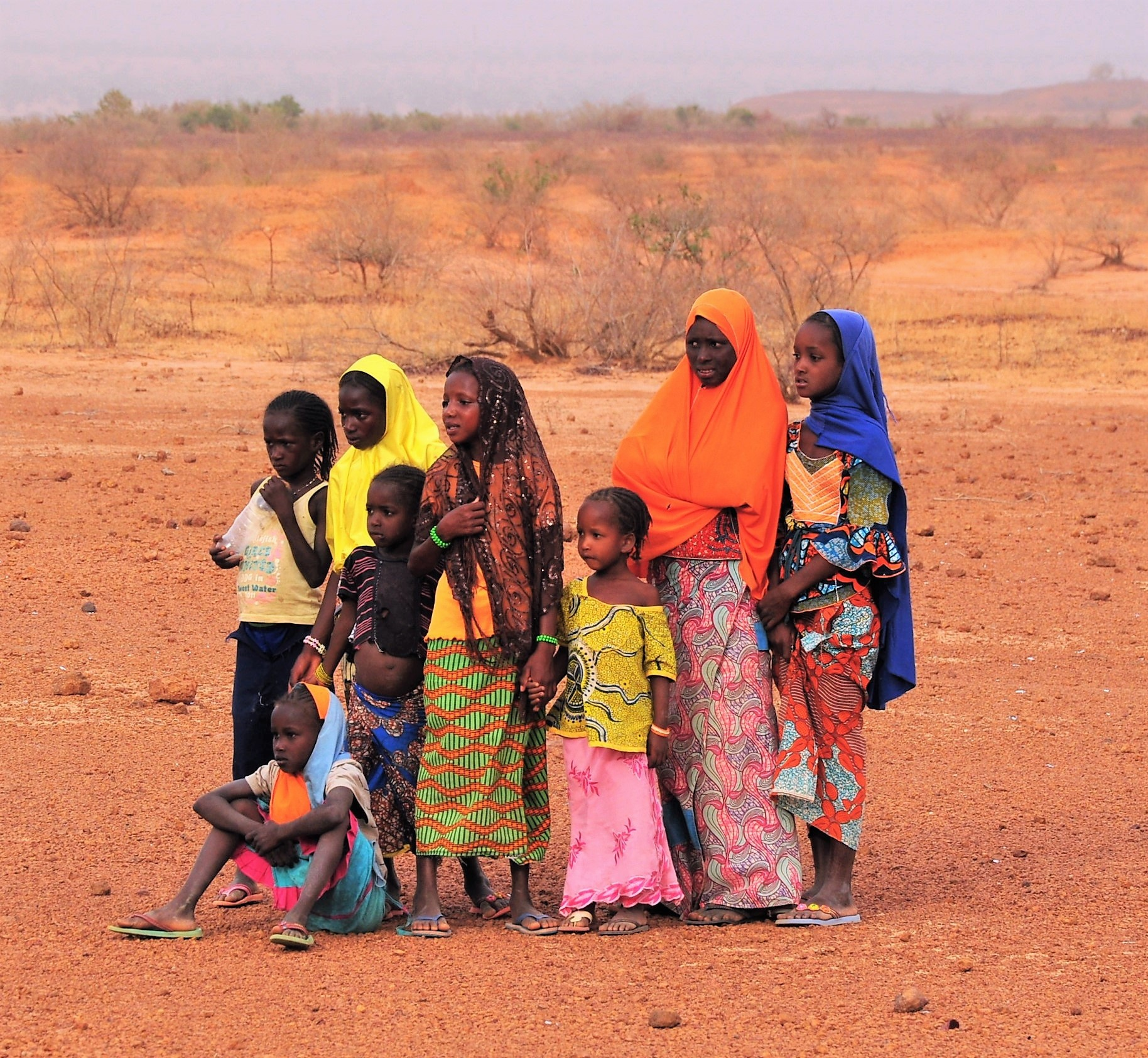
Mädchen in Youri (2018)

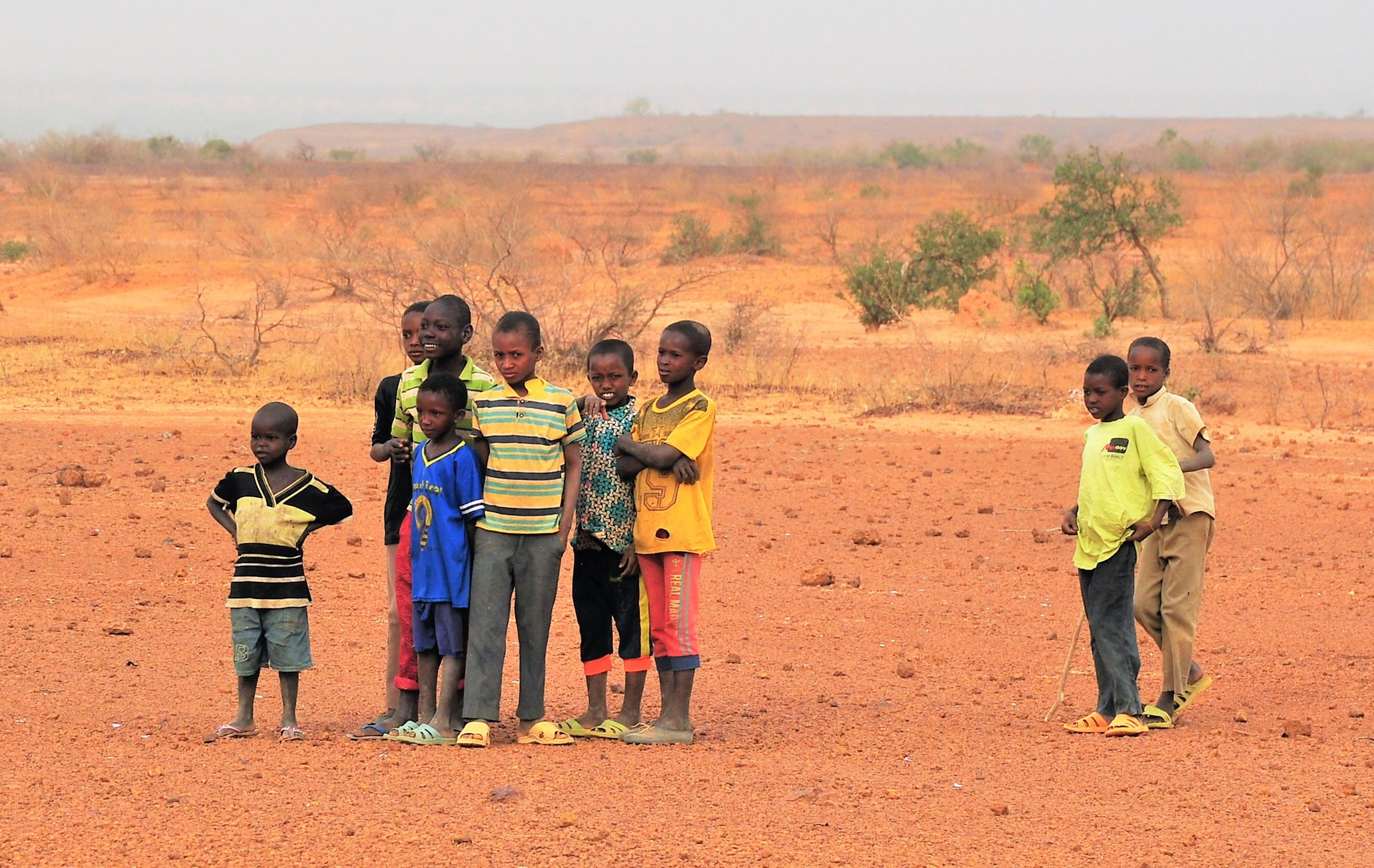
Knaben in Youri (2018)

Bei der Volkszählung 2012 hatte die Landgemeinde 31.598 Einwohner, die in 3560 Haushalten lebten. Bei der Volkszählung 2001 betrug die Einwohnerzahl 29.577 in 2238 Haushalten.
Im Hauptort lebten bei der Volkszählung 2012 737 Einwohner in 83 Haushalten, bei der Volkszählung 2001 2604 in 197 Haushalten und bei der Volkszählung 1988 1551 in 181 Haushalten.
In ethnischer Hinsicht ist die Gemeinde ein Siedlungsgebiet von Fulbe und Zarma.

## Politik
Der Gemeinderat (conseil municipal) hat 12 gewählte Mitglieder. Mit den Kommunalwahlen 2020 sind die Sitze im Gemeinderat wie folgt verteilt: 7 MODEN-FA Lumana Africa, 2 MPR-Jamhuriya, 2 PNDS-Tarayya und 1 MNSD-Nassara.
Jeweils ein traditioneller Ortsvorsteher (chef traditionnel) steht an der Spitze von 22 Dörfern in der Gemeinde, darunter dem Hauptort.

## Wirtschaft und Infrastruktur
Die Gemeinde liegt in einer Zone, in der Regenfeldbau betrieben wird. Der Donnerstagsmarkt im zu Youri gehörenden Dorf Damari ist trotz seiner Lage direkt an der Nationalstraße relativ klein. Ein weiterer kleiner Wochenmarkt im Gemeindegebiet, der montags stattfindet, befindet sich im Dorf Diakindi. Dort werden am Fluss angebaute Zwiebeln und verzierte Kalebassen verkauft.
Gesundheitszentren des Typs Centre de Santé Intégré (CSI) sind im Hauptort und in der Siedlung Damari vorhanden. Das Berufsausbildungszentrum Centre de Formation aux Métiers de Youri (CFM Youri) bietet Lehrgänge in familiärer Wirtschaft und Ackerbau an.
Durch Youri verläuft die Nationalstraße 27, die die nigrische Hauptstadt Niamey mit der Staatsgrenze zu Burkina Faso bei Tamou verbindet.

## Persönlichkeiten
- Hama Amadou (1950–2024), Politiker, Premierminister Nigers